# بایدو بایکه
بایدو بایکه (چینی: 百度百科، آوانویسی لاتین: bǎidù bǎikē)، دانشنامهٔ مشارکتی برخط (آن‌لاین) چینی است که توسط شرکت چینی بایدو که در زمینهٔ جستجوی اینترنتی فعالیت می‌کند راه‌اندازی شده است. این دانشنامه که در رسانه‌های غربی با نام «بایدوپدیا» مشهور شده، پروژه‌ای است شبیه به ویکی که ایدهٔ کلی آن از ویکی‌پدیای چینی گرفته شده است. نسخهٔ آزمایشی این وب‌گاه در ۲۰ آوریل ۲۰۰۶ راه‌اندازی شد و سه هفتهٔ بعد این دانشنامه بیش از ۹۰ هزار ورودی را دربر داشت که البته بیشتر این محتویات دارای حق تکثیر هستند یا با استفاده از شرایط مجوز مستندات آزاد گنو از ویکی‌پدیای چینی برداشت شده‌اند.
این دانشنامه پس از محدودیت دسترسی به ویکی‌پدیای چینی از سوی دولت چین رونق یافت. انتقادی که از این وبگاه می‌شود این است که محتویات آن بر خلاف ویکی‌پدیا به محض ایجاد، قابل دیدن نیستند و باید به تایید مسوولین برسند. محتویاتی که شامل هرزه‌نگاری، خشونت و دیدگاه‌های مخالف سیاسی باشند، سانسور و حذف می‌شوند. به عنوان مثال در حال حاضر (سال ۲۰۰۶م) ورودی‌ای برای اعتراضات میدان تیان‌آن‌من در این دانشنامه وجود ندارد.

## حق تکثیر
سیاست حق تکثیر بایدو بایکه در بخش «شرایط استفاده» در صفحه راهنمای آن نوشته شده است. بر اساس این شرایط، کاربران با اضافه کردن محتوا در وبگاه بایدو بایکه می‌پذیرند که حقوق نوشته متعلق به مشارکت‌کنندگان اصلی است. در این شرایط اعلام شده است حق مالکیت فکری زیر پا گذاشته نمی‌شود و مشارکت‌کنندگانی که کارشان را با پروانه کرییتیو کامنز و/یا گنو نقل شده است باید محدودیت‌های مربوط به این پروانه‌ها را رعایت کنند.